# Colli Euganei Fior d'Arancio
Pour les articles homonymes, voir Colli Euganei.

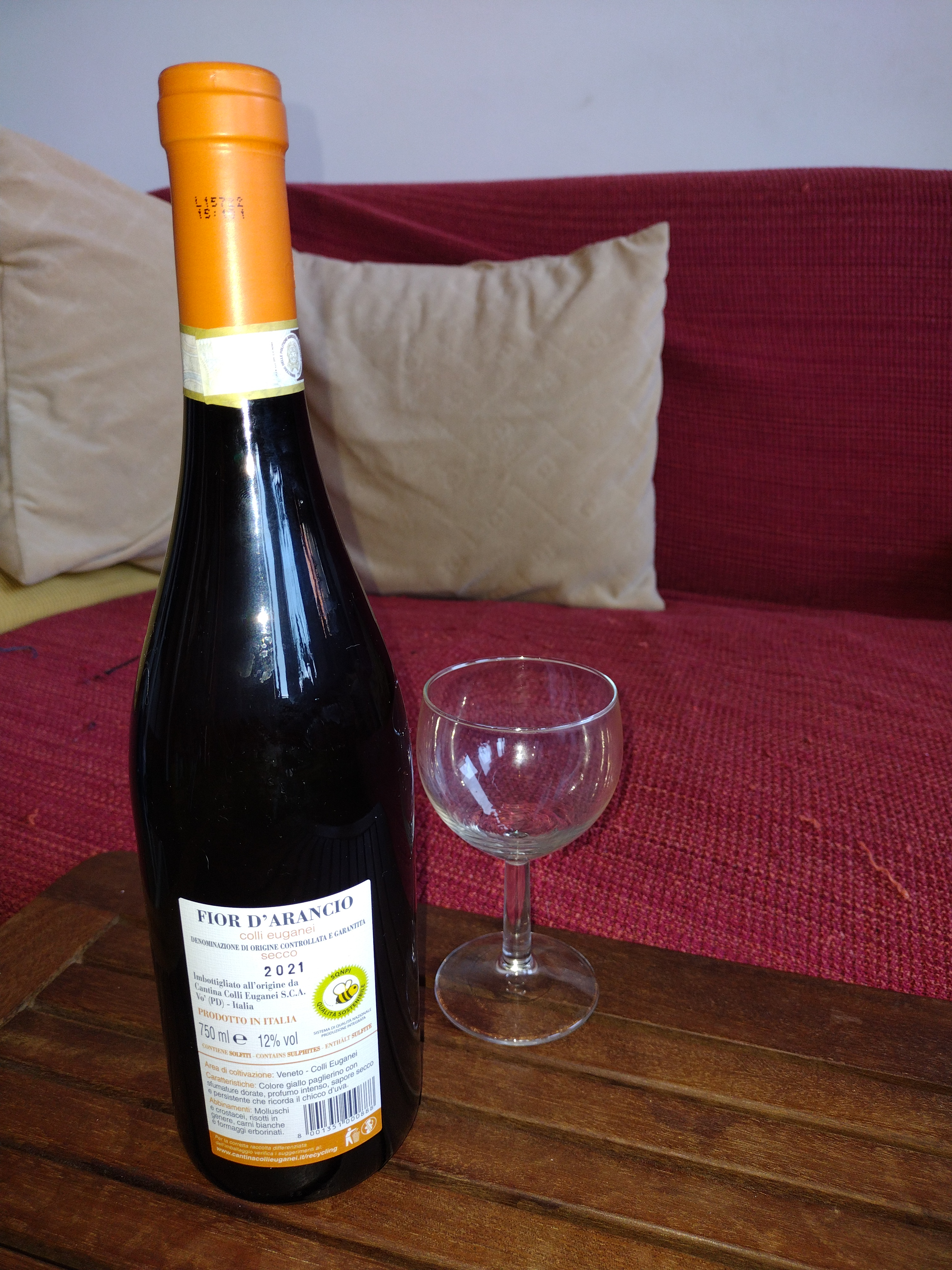

Le Colli Euganei Fior d'Arancio est un vin blanc doux italien, produit dans la région Vénétie, doté d'une appellation DOC depuis le 13 août 1969 et d'une DOCG depuis 2010. Seuls ont droit à la DOCG les vins blancs récoltés à l'intérieur de l'aire de production définie par le décret. 
Il sdoivent être composés au minimum à 95M du cépage moscato giallo.
Dans la version "dolce", le degré alcoolique peut descendre jusque 6°.
Voir aussi l’article Colli Euganei Fior d'Arancio passito et Colli Euganei Fior d'Arancio spumante.

## Aire de production
Les vignobles autorisés se situent en province de Padoue dans les communes de Arquà Petrarca, Galzignano Terme, Torreglia et en partie dans les communes de Abano Terme, Montegrotto Terme, Battaglia Terme, Due Carrare (San Giorgio), Monselice, Baone, Este, Cinto Euganeo, Lozzo Atestino, Vò, Rovolon, Cervarese Santa Croce, Teolo et Selvazzano Dentro dans les Monts Euganéens. 
Le vignoble Bagnoli di Sopra est à quelques kilomètres. La région est située au sud-ouest de Padoue. La superficie plantée de vignes est de 1 300 hectares.

## Caractéristiques organoleptiques
- couleur : jaune paille plus ou moins clair
- odeur : très aromatique, caractéristique, légèrement musquée
- saveur : doux ou liquoreux, plus ou moins vif

Le Colli Euganei Fior d'Arancio DOCG se déguste à une température de 5 à 7 °C et se boit jeune.

## Production
Province, saison, volume en hectolitres :
- pas de données disponibles